# 25406 Debwysocki
25406 Debwysocki este un asteroid din centura principală de asteroizi.

## Descriere
25406 Debwysocki este un asteroid din centura principală de asteroizi. A fost descoperit pe 3 noiembrie 1999 la Socorro, New Mexico, în cadrul proiectului LINEAR. Asteroidul prezintă o orbită caracterizată de o semiaxă mare de 2,25 ua, o excentricitate de 0,11 și o înclinație de 6,5° în raport cu ecliptica.